# Грущенко, Раиса Фёдоровна
Раиса Фёдоровна Грущенко (укр. Раїса Федорівна Грущенко; 6 декабря 1920 год, село Путовойтово, Кременчугский уезд, Полтавская губерния — 29 сентября 1996 год, село Пустовойтово, Глобинский район, Полтавская область, Украина) — колхозница, звеньевая Пустовойтовского свеклосовхоза Министерства пищевой промышленности СССР, Глобинский район Полтавской области, Украинская ССР. Герой Социалистического Труда (1949).

## Биография
Родилась 6 декабря 1920 года в бедной крестьянской семье в селе Пустовойтово Полтавской губернии. Получила начальное образование.
С 16-летнего возраста трудилась разнорабочей, звеньевой, свинаркой маточного стада (с 1954 года) в свеклосовхозе в родном селе. В 1948 году свекловодческое звено, которое возглавляла Раиса Грущенко, получило в среднем по 33,3 зерновых с каждого гектара на участке площадью 20 гектаров. В 1949 году была удостоена звания Героя Социалистического Труда «за получение высоких урожаев пшеницы, ржи и сахарной свеклы при выполнении совхозом плана сдачи государству сельскохозяйственных продуктов в 1948 году и обеспеченности семенами всех культур в размере полной потребности для весеннего сева 1949 года».
Позднее работала в совхозе свинаркой.
После выхода на пенсию проживала в родном селе, где скончалась в 1996 году.

## Награды
- Герой Социалистического Труда — указом Президиума Верховного Совета СССР от 29 августа 1949 года
- Орден Ленина